# Сенека (округ, Огайо)
Округ Сенека (англ. Seneca County) располагается в штате Огайо, США. Официально образован в 1820 году. По состоянию на 2010 год, численность населения составляла 56 745 человек.

## География
По данным Бюро переписи США, общая площадь округа равняется 1 431,728 км2, из которых 1 427,143 км2 суша и 4,610 км2 или 0,320 % это водоёмы.

## Население
По данным переписи населения 2000 года в округе проживает 58 683 жителей в составе 22 292 домашних хозяйств и 15 738 семей. Плотность населения составляет 41,00 человек на км2. На территории округа насчитывается 23 692 жилых строений, при плотности застройки около 17,00-ти строений на км2. Расовый состав населения: белые — 95,04 %, афроамериканцы — 1,76 %, коренные американцы (индейцы) — 0,18 %, азиаты — 0,38 %, гавайцы — 0,01 %, представители других рас — 1,39 %, представители двух или более рас — 1,25 %. Испаноязычные составляли 3,36 % населения независимо от расы.
В составе 33,40 % из общего числа домашних хозяйств проживают дети в возрасте до 18 лет, 56,10 % домашних хозяйств представляют собой супружеские пары проживающие вместе, 10,20 % домашних хозяйств представляют собой одиноких женщин без супруга, 29,40 % домашних хозяйств не имеют отношения к семьям, 24,70 % домашних хозяйств состоят из одного человека, 10,60 % домашних хозяйств состоят из престарелых (65 лет и старше), проживающих в одиночестве. Средний размер домашнего хозяйства составляет 2,56 человека, и средний размер семьи 3,04 человека.
Возрастной состав округа: 26,00 % моложе 18 лет, 10,40 % от 18 до 24, 27,20 % от 25 до 44, 22,40 % от 45 до 64 и 22,40 % от 65 и старше. Средний возраст жителя округа 36 лет. На каждые 100 женщин приходится 98,00 мужчин. На каждые 100 женщин старше 18 лет приходится 95,70 мужчин.
Средний доход на домохозяйство в округе составлял 38 037 USD, на семью — 44 600 USD. Среднестатистический заработок мужчины был 32 387 USD против 22 383 USD для женщины. Доход на душу населения составлял 17 027 USD. Около 6,10 % семей и 9,00 % общего населения находились ниже черты бедности, в том числе — 9,60 % молодежи (тех, кому ещё не исполнилось 18 лет) и 7,20 % тех, кому было уже больше 65 лет.